# Hyphoraia testudinaria
Hyphoraia testudinaria är en fjärilsart som beskrevs av Fourcr. 1785. Hyphoraia testudinaria ingår i släktet Hyphoraia och familjen björnspinnare. Inga underarter finns listade i Catalogue of Life.